# Neuroendokrina celler
Neuroendokrina celler är celler som emottager nervimpulser från till exempel signalsubstanser, och vilka som svar på detta får hormoner att utsöndras i blodet. Cellerna innehåller bl.a. proproteinkonvertaser, vilket är skälet till att de snabbt kan reagera med hormonutsöndring.
De flesta neuroendokrina cellerna finns i hypotalamus och övriga nervsystemet, men de finns också i perifera organ. Större delen av de hormoner som de neuroendokrina cellerna utsöndrar, är neuropeptider och biogena aminer. Såsom mottagare av impulser från nervsystemet, fungerar de som sammanbindande länk mellan nervsystemet och endokrina systemet; de möjliggör neuroendokrin integration.
Ett exempel på neuroendokrina celler, är de celler i binjuremärgen som insöndrar adrenalin i respons på signaler från sympatiska nervsystemets postganglionära fibrer (särskilda nervtrådar). En särskild form av neuroendokrina celler är APUD-cellerna, som finns i framtarmen och andra ställen i neuroendokrina systemet. De har beståndsdelar till aminer som ingår i hormonproduktionen. APUD-celler har likheter med enteroendokrina celler vilka likaså finns i mag- och tarmkanalen.
Större delen neuroendokrina celler finns i hypotalamus och hypofysen. De neuroendokrina cellerna i hypotalamus kan antingen bilda hormonfrisättande eller hormonhämmande hormoner åt hypofysen (till exempel TRH som styr TSH), eller signalera om hormonutsöndring genom nervtrådar, såsom sker vid utsöndring av hypofyshormonerna oxytocin och vasopressin.
De neuroendokrina cellerna studeras inom Neuroendokrinologin.

## Neuroendokrina tumörer
Neuroendokrina tumörer (NET) kan uppstå i de neuroendokrina cellerna, gemensamt för tumörerna är att de producerar hormoner.. Tumörerna benämndes tidigare allmänt som karcinoider, benämningen förknippas framförallt med neuroendokrina tumörer i tarmsystemet. 